# 2000 en musique classique
| \| • Retour à la chronologie générale de la musique classique • \| |
| Grèce • Rome • Haut Moyen Âge • VIIIe siècle • IXe siècle • Xe siècle • XIe siècle XIIe siècle • XIIIe siècle • XIVe siècle • XVe siècle • XVIe siècle • XVIIe siècle XVIIIe siècle • XIXe siècle • XXe siècle • XXIe siècle |
| • Retour à la chronologie générale de la musique classique • |

| Années en musique classique : 1997 - 1998 - 1999 - 2000 - 2001 - 2002 - 2003    |
| Décennies en musique classique : 1970 - 1980 - 1990 - 2000 - 2010 - 2020 - 2030 |

## Événements

### Créations
- Février : création du cycle Etudes de peaux de Bruno Giner, Paris Festival Présences de Radio France.

- avril : la Symphonie no 8 de Einojuhani Rautavaara, créée par l'Orchestre de Philadelphie sous la direction de Wolfgang Sawallisch.
- 16 juin :  Como cierva sedienta pour soprano ou chœur et orchestre d'Arvo Pärt, créé à Stockholm.
- 15 août : création de l'opéra L'Amour de loin de Kaija Saariaho au Festival de Salzbourg dirigé par Kent Nagano.
- 2 septembre : Zwei Beter pour chœur féminin a cappella d'Arvo Pärt, créé à Hanovre en Allemagne.
- 30 septembre : 
  - Die Hamletmaschine-oratorio, oratorio pour chœur, ensemble, soprano, barytons, percussion et alto de Georges Aperghis, créé lors du Festival Musica à Strasbourg ;
  - Orient and Occident d'Arvo Pärt, créé à la Philharmonie de Berlin par l'Orchestre de chambre de Lituanie sous la direction de Saulius Sondeckis.
- 7 octobre : Dead Man Walking, opéra de Jake Heggie, créé au San Francisco War Memorial Opera House.
- 19 novembre : Cecilia, vergine romana d'Arvo Pärt, créé à Rome par le chœur et l'Orchestre de l'Académie nationale Sainte-Cécile dirigés par Chung Myung-whun.
- 23 novembre : My Heart's in the Highlands d'Arvo Pärt, créé à Saluces en Italie.
- 15 décembre : El Niño, oratorio de John Adams, créé au théâtre du Châtelet à Paris sous la direction de Kent Nagano.

### Autres
- 1er janvier : concert du nouvel an de l'orchestre philharmonique de Vienne au Musikverein, dirigé par Riccardo Mutti.

- 25 mai : Fondation de l'Orchestre philharmonique de Chine.
- Septembre : Fondation du Festival d'opéra baroque de Bayreuth.

#### Date indéterminée
- Fondation du Quartetto di Cremona.

## Prix

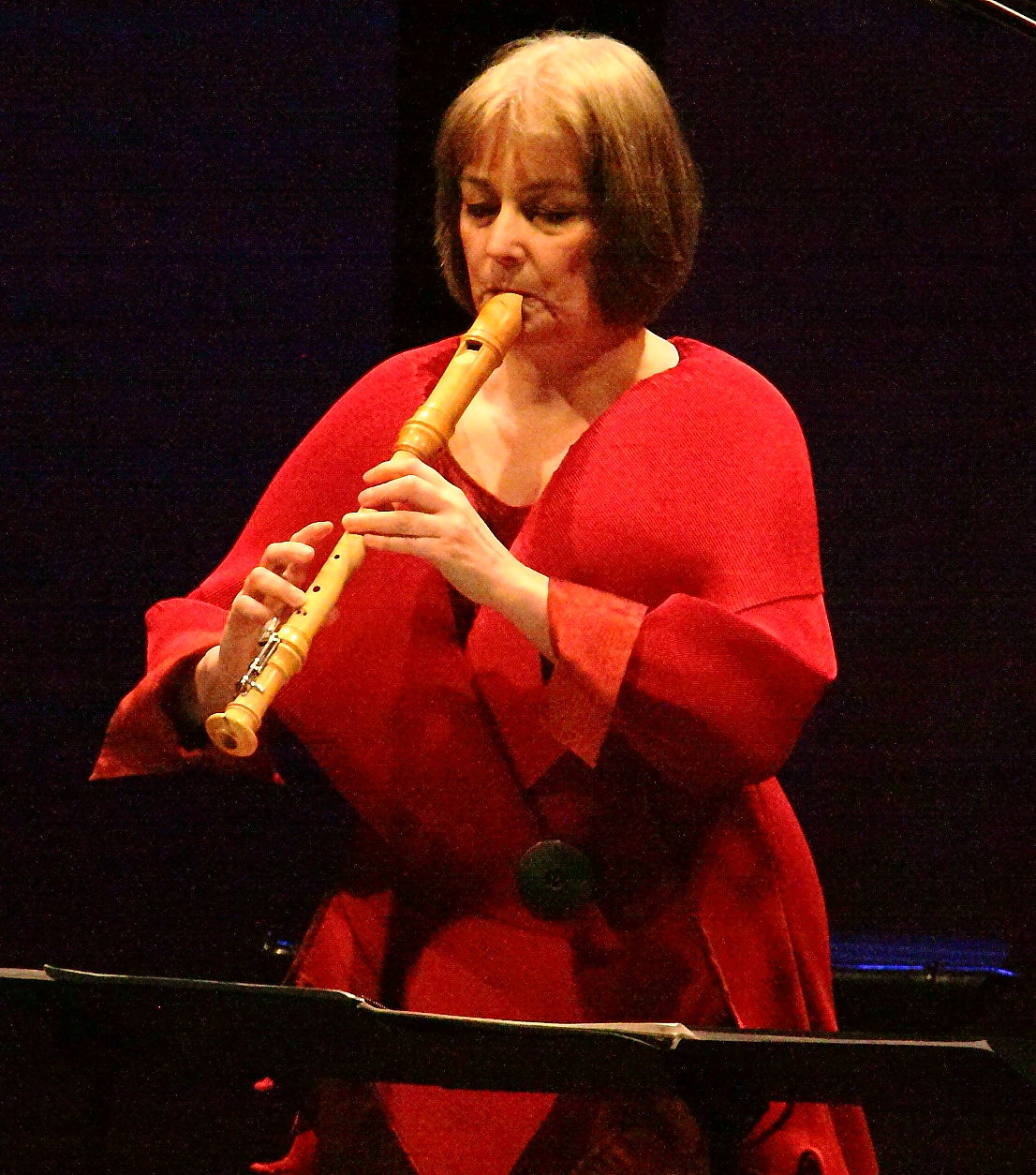
Michala Petri

- Sergey Khachatryan obtient le 1er prix de violon du Concours international de violon Jean-Sibelius.
- Marie-Nicole Lemieux obtient le 1er prix de chant du Concours musical international Reine Élisabeth de Belgique.
- Yundi Li obtient le 1er prix de piano du Concours international de piano Frédéric-Chopin.
- Pablo González Bernardo et François-Xavier Roth remportent le 1er prix de direction du Concours de direction Donatella Flick.
- Création des Classic BRIT Awards au Royaume-Uni.
- Mauricio Kagel reçoit le Prix Ernst-von-Siemens.
- Isaac Stern reçoit le Prix Polar Music.
- Christian Tetzlaff, violoniste, reçoit le Prix Brahms.
- Hans Werner Henze reçoit le prix Praemium Imperiale.
- Michala Petri reçoit le Léonie Sonning Music Award.
- Thomas Adès reçoit le Grawemeyer Award pour Asyla.
- Laurent Petitgirard est lauréat du grand prix lycéen des compositeurs.
- Celso Garrido Lecca reçoit le Prix Tomás Luis de Victoria.
- Josep Maria Mestres Quadreny reçoit le Prix national de musique de Catalogne.

## Naissances
- 4 janvier : Hyuk Lee, pianiste sud-coréen.
- 21 avril : Tarmo Peltokoski, chef d'orchestre et pianiste finlandais.
- septembre : Élise Bertrand, violoniste et compositrice française.

## Décès

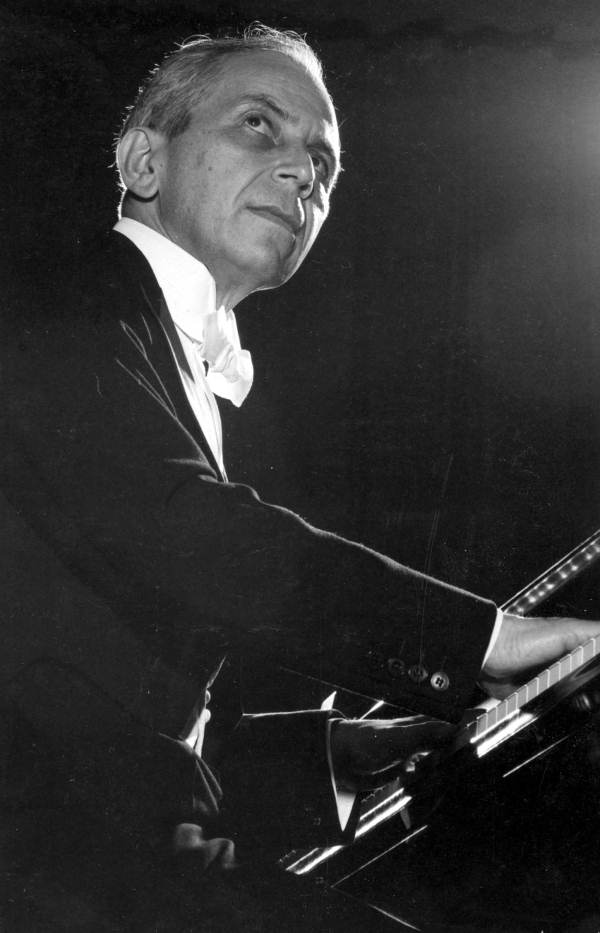
Edward Kilenyi

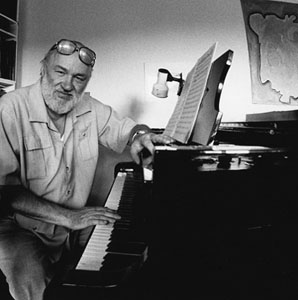
Niels Viggo Bentzon

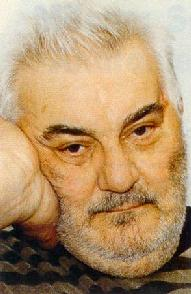
Franco Donatoni

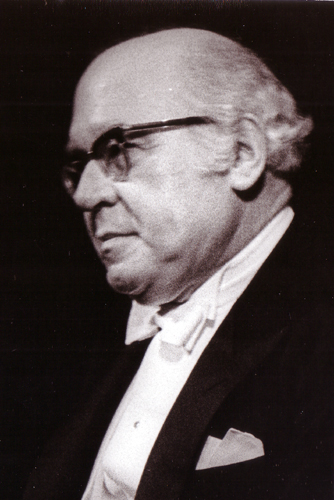
Ferenc Farkas

- 6 janvier : Edward Kilenyi, pianiste et professeur américain d'origine hongroise (° 7 mai 1910).
- 16 janvier : Georges Vaillant, chanteur d'opéra français (° 28 décembre 1912).
- 17 janvier : Philip Mark Jones, trompettiste classique anglais (° 12 mars 1928).
- 20 janvier : Jean-Albert Villard, organiste classique français (° 1920).
- 27 janvier : Friedrich Gulda, claveciniste, pianiste autrichien (° 16 mai 1930).
- 5 février : Barbara Pentland, compositrice canadienne (° 2 janvier 1912).
- 17 février : Léon Leblanc, facteur d'instruments à vent français (° 24 novembre 1900).
- 21 février : Jean-Pierre Grenier, réalisateur, acteur et scénariste français (° 20 novembre 1914).
- 26 février : Esther Rofe, compositrice australienne (° 14 mars 1904).
- 1er mars : Lionel Salter, claveciniste, pianiste, chef d'orchestre et critique musical britannique (° 8 septembre 1914).
- 3 mars : Toni Ortelli, alpiniste, chef d'orchestre et compositeur italien (° 25 novembre 1904).
- 5 mars : Alexander Young, ténor britannique (° 18 octobre 1920).
- 9 mars : Jean Coulthard, compositrice canadienne (° 10 février 1908).
- 16 mars : Roy Henderson, baryton britannique (° 4 juillet 1899).
- 1er avril : Dorothy Whitson Freed, historienne de la musique et compositrice néo-zélandaise (° 10 février 1919).
- 15 avril : Antoine Geoffroy-Dechaume, musicologue, claveciniste, organiste et compositeur français (° 7 octobre 1905).
- 25 avril : Niels Viggo Bentzon, compositeur et pianiste danois (° 24 août 1919).
- 28 avril : Kim Borg, basse finlandaise (° 7 août 1919).
- 13 mai :
  - Olivier Greif, compositeur français (° 3 janvier 1950).
  - Cesare Valletti, ténor lyrique italien (° 18 décembre 1922).
- 20 mai : Jean-Pierre Rampal, flûtiste français (° 7 janvier 1922).
- 2 juin : Lepo Sumera, compositeur estonien (° 8 mai 1950).
- 21 juin :
  - Alan Hovhaness, compositeur américain d'origine arménienne (° 8 mars 1911).
  - Maurice Vaute, compositeur de musique classique, chef de musique et pédagogue belge (° 27 avril 1913).
- 1er juillet : 
  - Torbjörn Lundquist, compositeur et chef d'orchestre suédois (° 30 septembre 1920).
  - Pierre Petit, compositeur français (° 21 avril 1922).
- 6 juillet :
  - Ľudovít Rajter, chef d'orchestre, compositeur et enseignant slovaque (° 30 juillet 1906).
  - Władysław Szpilman, pianiste et compositeur polonais (° 5 décembre 1911).
- 15 juillet : Louis Quilico, chanteur d'opéra québécois (° 14 janvier 1925).
- 24 juillet : Oscar Shumsky, violoniste et chef d'orchestre américain (° 23 mars 1917).
- 2 août : Adolf Scherbaum, trompettiste autrichien naturalisé allemand (° 23 août 1909).
- 5 août : Emin Khatchatourian, compositeur et chef d'orchestre russe (° 5 août 1930).
- 6 août : Joan Trimble, compositrice et pianiste irlandaise (° 18 juin 1915).
- 10 août : Suzanne Danco, soprano belge (° 22 janvier 1911).
- 15 août : Béatrice Berstel, claveciniste française (° 5 mars 1955).
- 17 août : Franco Donatoni, compositeur italien (° 9 juin 1927).
- 21 août : Giuseppe Morelli, chef d'orchestre et compositeur italien (° 1907).
- 31 août : Nodar Gabunia, compositeur et pianiste géorgien (° 9 juillet 1933).
- 21 septembre : Bengt Hambraeus, organiste, compositeur et musicologue suédois (° 29 janvier 1928).
- 4 octobre : Tofik Kouliyev, compositeur azerbaïdjanais, pianiste, chef d’orchestre (° 7 novembre 1917).
- 8 octobre : Francesco Pennisi, compositeur et auteur de pièces de théâtre italien (° 11 février 1934).
- 10 octobre : Ferenc Farkas, compositeur hongrois (° 15 décembre 1905).
- 16 octobre : Pierre-Michel Le Conte, chef d'orchestre français (° 6 mars 1921).
- 22 octobre : Saburō Takata, compositeur japonais (° 18 décembre 1913).
- 27 octobre : Walter Berry, baryton-basse autrichien (° 8 avril 1929).
- 28 octobre : Carlos Guastavino, compositeur argentin (° 5 avril 1912).
- 29 octobre : Jacqueline Brumaire, soprano française (° 5 novembre 1921).
- 30 octobre : Bernard Kruysen, chanteur classique baryton néerlandais (° 28 mars 1933).
- 10 novembre : Alan Tyson, musicologue britannique, spécialiste de Mozart et de Beethoven (° 27 octobre 1926).
- 12 novembre : Henry Malineanu, compositeur et chef d'orchestre roumain (° 25 mars 1920).
- 27 novembre : Elena Cernei, mezzo-soprano et musicologue roumaine (° 1er mars 1924).
- 30 novembre : Jānis Kalniņš, compositeur, chef d'orchestre, organiste et pédagogue canadien (° 3 novembre 1904).
- 17 décembre : Erich Schmid, chef d'orchestre et compositeur suisse (° 1er janvier 1907).
- 19 décembre : Michel Dens, baryton français (° 22 juin 1911).
- 23 décembre : 
  - Aage Haugland, chanteur d'opéra danois (° 1er février 1944).
  - Jimmy Shand, accordéoniste écossais (° 28 janvier 1908).